# الأخوات السبع (نفط)

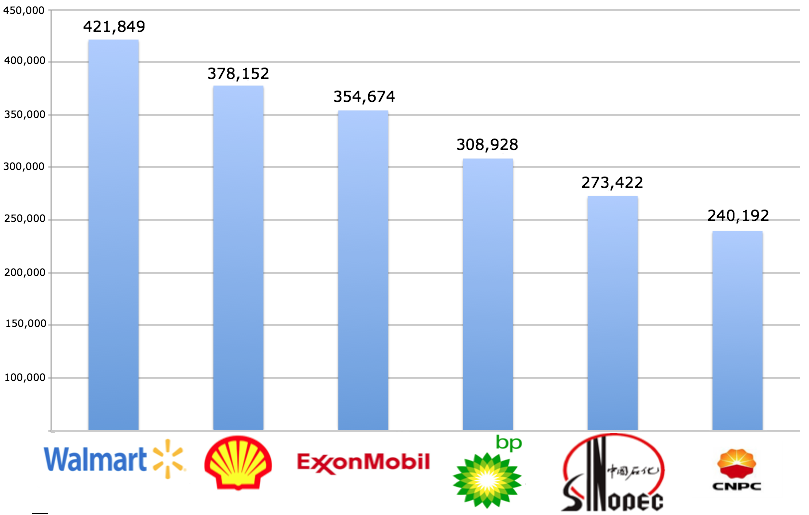
أكبر ستة شركات في العالم في عام 2012 حسب إيراداتها بالمليارات

الأخوات السبع في الصناعة النفطية هو مصطلح ابتدعه الإيطالي إنريكو ماتي، يشير إلى سبع شركات للنفط سادت في منتصف القرن العشرين في مجالات إنتاج النفط والتكرير والتوزيع.

## النشأة
الأخوات السبع تتألف من ثلاث شركات تشكلت بعد تفكيك حكومة الولايات المتحدة لشركة ستاندرد أويل بسبب «قانون شيرمان لمكافحة الاحتكار»، إلى جانب أربع منظمات أخرى تمثل شركات النفط الكبرى، لها هيمنة على إنتاج النفط هيمنة من إنتاج النفط، وتحسين التوزيع، وكانوا قادرين على الاستفادة من الزيادة السريعة في الطلب على النفط وتحويله لأرباح هائلة.
وهي منظمة تنظيما جيدا وقادرة على التفاوض باعتبارها كارتيل، والأخوات السبع تمكنوا من الحصول على هيمنة على معظم إنتاج دول العالم الثالث من النفط، وكان لها تأثير رافض لبدأ الدول العربية على أسعار النفط والإنتاج، من خلال تشكيل أوبك بصورة رئيسية في بداية 1960، وفعلا كسب الدول العربية السلطة خلال عقد 1970.

## مجموعة شركات الأخوات السبع
| اسم الشركة بالعربية | الاسم بالإنجليزية                                             | ملاحظات |
| --- | ------------------------------------------------------------- | --- |
| ستاندرد أويل اوف نيوجرسي (إيسو) شركة النفط القياسية بنيوجرسي                                                                                   | Standard Oil of New Jersey (Esso)                             | اندمجت مع موبيل لتشكيل شركة إكسون موبيل |
| رويال داتش شل | Royal Dutch Shell                                             | شركة بريطانية هولندية |
| انجلو-بيرسيان أويل كامبني (أبك) شركة النفط البريطانية الفارسية لاحقا عرفت بـ أنجلو-إيرانيان أويل كامبني (ايوك) شركة النفط البريطانية الإيرانية | Anglo-Persian Oil Company APOC Anglo-Iranian Oil Company AIOC | شركة بريطانية إيرانية عرفت لاحقا ب (Standard Oil of Indiana) |
| ستاندرد اويل كومباني اوف نيويورك (سوكوني) شركة النفط القياسية بنيويورك أصبحت شركة موبيل                                                        | Standard Oil Co. of New York ستاندرد أويل Mobil               | اندمجت مع إيسو لتشكيل شركة إكسون موبيل |
| ستاندارد اويل اوف كاليفورنيا "سوكال" الشركة القياسية للنفط بكلفورنيا عرفت فيما بعد بـ شيفرون                                                   | Standard Oil of California كاليفورنيا الجنوبية Chevron        | اندمجت مع شركة تكساكو Texaco لتكون شيفرون تكساكو ChevronTexaco ثم خرجت تكساكو لتعود شيفرون. |
| جلف أويل نفط الخليج | Gulf Oil                                                      | في 1985 معظم "جلف أويل" أندمج مع من شركة شيفرون (Chevron)، وجزء أصغر أصبح ضمن شركة بي بي ومزارع كمبرلاند (BP and Cumberland Farms)، كان هذا في ذلك الوقت، أكبر عمليات الاندماج في تاريخ العالم، هناك شبكة من المحطات في شمال شرق الولايات المتحدة ما زال يحمل هذا الاسم. |
| تكساكو | Texaco                                                        | واندمجت مع شركة شيفرون (Chevron) في عام 2001 وعرفت لبعض الوقت ب"شيفرون تيكساكو"، لكن في 2005 عادت إلى اسم شيفورن (Chevron) ولا تزال شركة شيفرون تكساكو الاسم التجاري. |

اعتبارا من 2005، استمرت شركات إكسون موبيل ExxonMobil وشيفرون Chevron ورويال داتش شل Royal Dutch Shell وبريتيش بتروليوم (بي بي) BP ، والآن أعضاء في مجموعة «الرواد العظام» أو سوبرميجورز (supermajors).

## مجموعة الأخوات السبع الحديثة
في 11 مارس 2007 ، فاينانشيال تايمز حددت «الأخوات السبع الجديدة»، الأكثر نفوذا في شركات النفط والغاز وهي:
1. شركة أرامكو السعودية (المملكة العربية السعودية)
2. شركات المساهمة غازبروم (روسيا)
3. الشركة الوطنية الصينية للبترول(مؤسسة البترول الوطنية الصينية)(الصين)
4. الشركة الإيرانية (الشركة الوطنية الإيرانية للنفط) (إيران)
5. شركة النفط الفنزويلية (فنزويلا)
6. بتروبراس (البرازيل)
7. بتروناس (ماليزيا)

يلاحظ أن شركة بيميكس الحكومية من المكسيك استثنت من هذه القائمة